# HitmanPro
HitmanPro è un software antivirus ed antispyware sviluppato originariamente dall'azienda olandese SurfRight per la localizzazione e la rimozione di adware, spyware, virus e altri malware. Dal dicembre 2015 è di proprietà di Sophos, avendo quest'ultima rilevato interamente le attività di SurfRight. 
Nella prima fase di scansione (disponibile nella versione gratuita) il software identifica i file dal comportamento anomalo. Successivamente i file sospetti vengono esaminati grazie alla tecnologia del cloud computing: l'identificazione del malware avviene sulla base di parametri residenti in the cloud, su internet. I file potenzialmente maligni vengono selezionati grazie a diversi programmi antivirus residenti nel server remoto (nell'ultima versione questi sono Emsisoft, Dr. Web, G Data, Prevx, IKARUS).
Quindi, solo nella versione a pagamento, i file pericolosi così identificati vengono rimossi dal computer.
Dal momento che l'elaborazione e il riconoscimento dei file pericolosi avviene su server esterni alla macchina in uso, l'operazione è rapida e il computer ha un basso carico di lavoro.

## Storia
HitmanPro versione 1 e 2 erano programmi antispyware che combinavano insieme un certo numero di programmi antispyware di vari produttori. Con più di tre milioni di utenti HitmanPro è stato molto popolare, in special modo in Olanda dove risiede il suo sviluppatore, Mark Loman. L'ultima versione di HitmanPro 2 però ha avuto critiche dagli utenti perché impegnava molte risorse del computer e per il fatto che l'analisi del Pc era troppo lunga. Questi problemi sono stati risolti dalla versione 3 che è stata completamente riprogettata.